# Leon Gustav Wilhelm von Buchholtz
Leon Gustav Wilhelm Baron von Buchholtz (* 1. November 1838 in Hasenpoth; † 7. April 1911 in Berlin) war ein deutsch-baltischer Gutsbesitzer und Politiker.

## Leben
Leon Gustav Wilhelm von Buchholtz wurde als Sohn des Gutsbesitzers Wilhelm Baron von Buchholtz und dessen Ehefrau Ulrike, geborene Baronesse von Behr, geboren. Vom Sommersemester 1858 bis zum Wintersemester 1860/1861 studierte er an der Universität Moskau Rechtswissenschaften. Zum Sommersemester 1861 wechselte er zur Fortsetzung seines Studiums an die Universität Zürich. Hier gehörte er am 24. Juni 1862 zu den Stiftern der Baltica Zürich, heute Corps Baltica-Borussia Danzig zu Bielefeld. Ostern 1863 schloss er das Studium ab und kehrte in seine kurländische Heimat zurück.
Von 1864 bis 1879 war er Erbherr von Langsehden und von 1879 an Erbherr von Stackeldangen. 1886 wurde er Kirchenvorsteher von Hasenpoth. Von 1889 bis 1893 war er weltlicher Beisitzer im Hasenpothschen Kirchenvorsteherrat. Von 1894 bis 1904 war er Kreismarschall des Hasenpothschen Kreises der Kurländischen Ritterschaft. Er war Ehrenfriedensrichter des Grobin-Hasenpothschen Plenums.
Nach der Russischen Revolution von 1905 lebte er in Freiburg im Breisgau und Berlin, wo er an den Folgen einer Operation starb.